# یوری ماکسیموف
یوری ماکسیموف (اوکراینی: Юрій Вільйович Максимов؛ زادهٔ ۸ دسامبر ۱۹۶۸) بازیکن فوتبال اهل اتحاد جماهیر شوروی سوسیالیستی است.
از باشگاه‌هایی که در آن بازی کرده‌است می‌توان به باشگاه فوتبال متالورگ زاپروژیا، باشگاه ورزشی وردر برمن، باشگاه فوتبال دنیپرو، باشگاه فوتبال تاوریا سیمفروپول، باشگاه فوتبال روستوف، باشگاه فوتبال دینامو کی‌یف، و باشگاه فوتبال کشله اشاره کرد.
وی همچنین در تیم ملی فوتبال اوکراین بازی کرده‌است.